# Osiedle Ostródzkie (Iława)
Osiedle Ostródzkie – osiedle położone we wschodniej części Iławy.

Położenie na mapie Iławy.

## Ulice osiedla Ostródzkiego
Osiedle obejmuje ulice:
- Agrestowa
- Czereśniowa
- Dobrawy
- Gospodarska (część)
- al. Jana Pawła II (część)
- Łąkowa
- Malinowa
- Mieszka I
- Morelowa
- Ostródzka
- Owocowa
- Piastowska (część)
- Porzeczkowa
- Poziomkowa
- Produkcyjna
- Przemysłowa (część)
- Rolna
- Śmiałego
- Truskawkowa
- Wiśniowa
- Zielona (część)

## Komunikacja
Przez teren osiedla przebiegają trasy 4 linii komunikacyjnych. Są to linie numer:
- 1 - (Długa-Cmentarz)
- 3 - (Długa-Nowa Wieś)
- 4 - (Dworzec Główny-Aleja Jana Pawła II)
- 7 - (Nowa Wieś-Nowa Wieś)

Linie biegną ulicami: Ostródzką i al. Jana Pawła II. Przy al. Jana Pawła II znajduje się pętla dla linii nr 4.